# OGLE-2006-BLG-109L
OGLE-2006-BLG-109L（字母 "L" 代表「透鏡」）是一顆位於銀河系核球區域內的暗淡恆星，視星等為17等，光譜類型可能是M0V，屬於紅矮星。它和地球距離4920光年，位於人馬座 。

## 行星系
2008年天文學家以重力透鏡方式在OGLE-2006-BLG-109L旁發現兩顆太陽系外行星。這兩顆行星因為母恆星之間的距離，因此被認為其性質分別和木星與土星相當

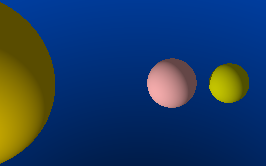
行星系統示意圖。

該行星系統中以發現的兩顆行星中，OGLE-2006-BLG-109Lb質量是木星的0.727倍，而OGLE-2006-BLG-109Lc的質量則大約是木星的0.271倍。兩者的質量比例、距離比例和表面平衡溫度相當於木星和土星，以及天牢三的行星系統。
這兩顆行星是同時被偵測重力微透鏡的光學重力透鏡實驗、探索透鏡異常網、microFUN（页面存档备份，存于）、天文物理重力微透鏡觀測和RoboNet一起發現，並於2008年2月14日公布。
| 成員 (依恆星距離) | 质量             | 半長軸 (AU) | 轨道周期 (天) | 離心率     | 傾角 | 半径 |
| ----------------- | ---------------- | ----------- | ------------- | ---------- | ---- | ---- |
| b                 | 0.727 ± 0.06 MJ  | 2.3 ± 0.5   | 1790 ± 548    | ?          | —    | —    |
| c                 | 0.271 ± 0.022 MJ | 4.5 ± 1     | 4931 ± 1750   | 0.15 ± 0.1 | —    | —    |

## 外部連結
- Britt, Robert Roy. . Space.com. 2008-02-14  [2008-06-27]. （原始内容存档于2012-03-23）.
- . MicroFUN.   [2008-06-27]. （原始内容存档于2012-03-23）.
- Dominik, Martin. . ARTEMiS. 2006-02-11  [2008-06-27]. （原始内容存档于2012-03-23）.
- Overbye, Dennis. . The New York Times. 2008-02-14  [2008-06-27]. （原始内容存档于2015-11-06）.
- Rincon, Paul. . BBC News. 2008-04-06  [2008-06-27]. （原始内容存档于2012-03-23）.
- . Exoplanets.   [2009-04-30]. （原始内容存档于2016-03-03）.